# Leptogaster fulvipes
Leptogaster fulvipes är en tvåvingeart som beskrevs av Jacques-Marie-Frangile Bigot 1878. Leptogaster fulvipes ingår i släktet Leptogaster och familjen rovflugor. Inga underarter finns listade i Catalogue of Life.